# Iglesia de San Pedro Apóstol (Budia)
La iglesia de San Pedro Apóstol es un templo católico situado en el municipio español de Budia, en la provincia de Guadalajara. Cuenta con el estatus de Bien de Interés Cultural.

## Descripción
La iglesia se ubica en la localidad guadalajareña de Budia, en Castilla-La Mancha. Este templo, dedicado a san Pedro Apóstol, inicia su construcción a principios del siglo XVI y se da por finalizado a finales del mismo, aunque como tantos otros edificios de este tipo, sería objeto de sucesivas reformas.

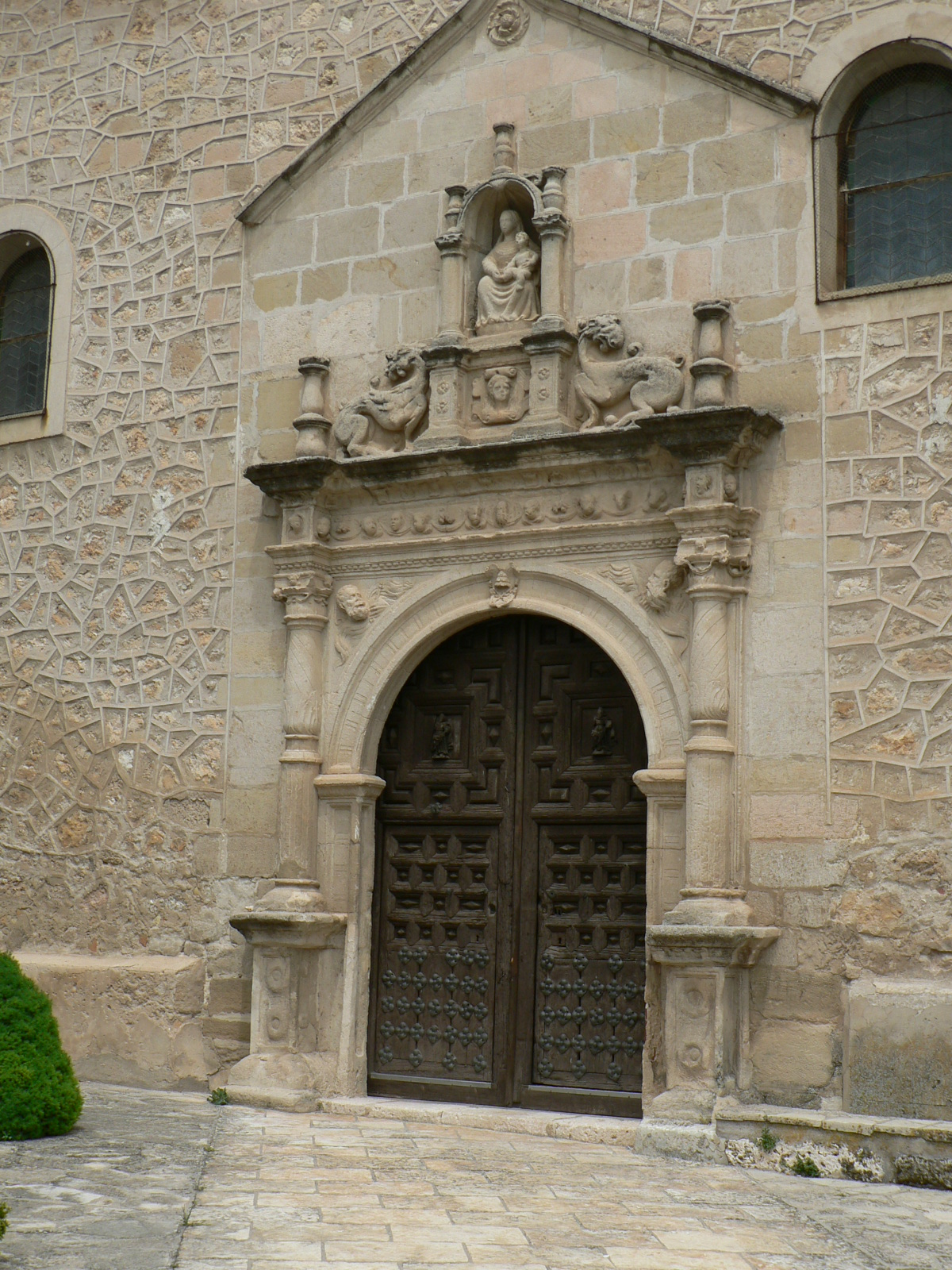
Portada de la iglesia

Es de planta basilical con muros de mampostería, sillarejo y sillares en basas y esquinas. El acceso principal se realiza en el lado de la epístola, a través de un amplio atrio descubierto, cerrado mediante una barbacana de sillarejo rematada con grandes bolas. La portada, de estilo plateresco, se habría edificado a mediados del siglo XVI. Es de cuidada talla, con adornos vegetales, medallones y bichas, entre otros. Consta de un arco de medio punto apoyado sobre pilastras cajeadas, enmarcado a su vez por un entablamento que apoya en columnas abalaustradas, con friso decorado con querubines y representaciones en las enjutas de san Pedro y san Pablo. El conjunto se remata con una hornacina avenerada en la que se sitúan una representación de la Virgen con el Niño. Bichas flanquean la hornacina y todo el conjunto entre columnas con flameros. La torre se sitúa en el lado del evangelio. Es de tres tramos edificados de mampostería y sillarejo, con sillares en las esquinas.
El interior del templo se distribuye en tres naves de cuatro tramos, separadas con grandes arquerías de medio punto en el lado de la epístola y ligeramente apuntadas en el lado del evangelio. Los pilares de este último lado cuentan con columnillas adosadas y cimacio con decoración de semiesferas, mientras que los del lado de la epístola son de fuste liso coronados de capiteles toscanos y basa poligonal. Las naves se cubren con bóvedas de arista de variada decoración geométrica.

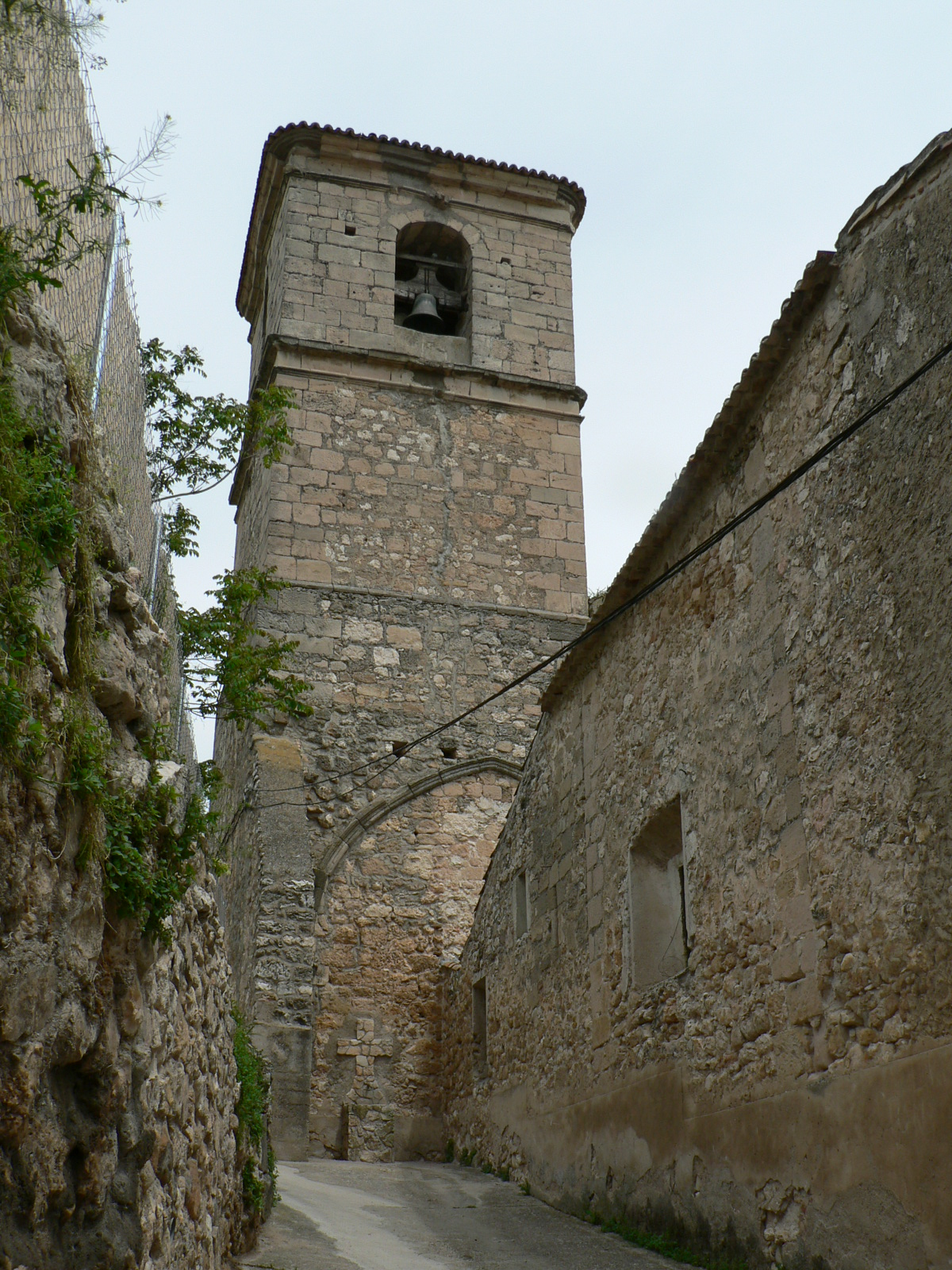
Torre

La capilla mayor se cubre con una cúpula de media naranja sobre pechinas rematada con una linterna. El coro se sitúa a los pies apoyado sobre un arco rebajado. En el lado del evangelio, se sitúa la capilla de la Virgen del Peral. Es de planta cuadrada y se cubre con una cúpula de decoración barroca. En el lado de la epístola, sobre el muro izquierdo del acceso principal, se encuentran sepulcros del siglo XVI. El primero por arriba cuenta con gran concha y dos niños que sujetan una inscripción. A continuación, tres sepulcros de mármol con esculturas de mujer de perfil y otra de monje yacente, de frente, con las manos unidas.

## Estatus patrimonial
El 18 de octubre de 2011, fue incoado expediente para su declaración como Bien de Interés Cultural. El 31 de enero de 2013 fue declarada Bien de Interés Cultural, en la categoría de monumento, mediante un acuerdo publicado el 8 de febrero de ese mismo año en el Diario Oficial de Castilla-La Mancha.